# Даниил (Натток-Михайловский)
Епископ Даниил (в миру Натток-Михайловский или Мирдамский; 1755 — 31 мая 1821) — епископ Русской православной церкви, архиепископ Могилёвский и Витебский.

## Биография
Родился в 1755 году в семье малороссийского священника.
Образование получил в Киевской духовной академии.
В 1780 году пострижен в монашество и определен учителем и наместником Киево-Братского училищного монастыря.
В 1786 году назначен игуменом Георгиевского Лебединского монастыря.
В 1796 году определен старшим игуменом Виленских монастырей, присутствующим в Минской консистории и ректором семинарии.
В 1797 году назначен игуменом Виленского Свято-Духова монастыря.
В 1800 году вызван в Санкт-Петербург на чреду священнослужения.
1 марта 1800 году назначен настоятелем Назарет-Богородичного Нежинского монастыря.
В 1801 году переведён в Каменец-Подольский Троицкий монастырь.
2 февраля 1806 году хиротонисан во епископа Волынского и Житомирского.
6 июля 1813 году назначен епископом Могилевский и Витебский.
Когда Даниил прибыл в Могилёвскую епархию, духовенство недружелюбно встретило нового архипастыря, так как незадолго до его назначения бывший архиепископ Варлаам (Шишацкий) со всем духовенством присягнул Наполеону.
В начале у Даниила было много забот, но он ревностно принялся за дело и вскоре всё было приведено в должный порядок. И архипастырь оставил о себе добрую славу в епархии.
С 1814 по 7 февраля 1816 временно управлял Минской епархией.
9 марта 1816 года возведён в сан архиепископа.
Скончался 31 мая 1821 года.